# Top Spin 3
Top Spin 3 es un videojuego de tenis para la plataformas Wii, PlayStation 3, Xbox 360 y Nintendo DS. Fue lanzado el 20 de junio de 2008.

## Resumen
Los jugadores traen sus propios movimientos, la ropa y la raqueta que usan en los torneos. El modo Carrera presenta un creador de jugadores con un modo de creación "Esculpir". Al jugador creado también se le pueden poner los movimientos propios y la indumentaria que tiene todas las marcas usadas por los tenistas, entre ellas Nike, Adidas, Babolat y muchas otras. El modo en línea tiene un modo exhibición y un gran modo World Tour que tiene un ranking que abarca todo el mundo. Luego también están todos los modos anteriores, incluyendo también la "Top Spin School", donde se puede practicar.

## Jugadores
| Hombres - Roger Federer - Rafael Nadal PS3 - Andy Roddick - David Nalbandián - James Blake - Andy Murray - Gaël Monfils - Tommy Haas - Mark Philippoussis - Tomáš Berdych | Mujeres - Maria Sharapova - Justine Henin - Nicole Vaidišová - Svetlana Kuznetsova - Amélie Mauresmo - Caroline Wozniacki | Leyendas - Björn Borg WII - Boris Becker - Monica Seles WII | Jugadores Falsos Hombres - Matteo Cisolla - Sahy Rabary - Ricky Singleton - Javier Sancho - Luo Zeng - Pyotr Stochakov - Jorge Estegas | Jugadores Falsos Mujeres - Estelle Ellis - Claire Roberts - Julie Ireland - Kerstin Voss - Linda Wissink - Karolina Johansson - Sakura Matsaki - Dolly Fungawa - Eva Montanes - Andréia Costa - Soon Jin-Um - Mia Cristaldo - Nabila Ghotari |

PS3: Exclusivo para PlayStation 3
WII: No disponible para Wii